# Kill Me Baby
Kill Me Baby (キルミーベイベー Kiru Mii Beibee), også kendt som Baby, please kill me., er en japansk firebilleders mangaserie skrevet og tegnet af Kaduho. Serien begyndte i Houbunshas mangasin Manga Time Kirara Carat og er efterfølgende blevet samlet i foreløbig 12 bind. En animeserie baseret på den produceret af J.C. Staff blev sendt i japansk tv 5. januar - 29. marts 2012. Mangaen er ikke oversat til andre sprog, men animeen er udgivet på dvd og blu-ray i USA og Storbritannien.
Trods navnet er der tale om en humoristisk om end noget absurd serie. Den lidt temperamentsfulde pige Sonya er lejemorder, men til daglig går hun i gymnasiet sammen med sin ikke alt for kvikke veninde Yasuna. Yasuna har mange men sjældent videre gennemtænkte ideer til aktiviteter, som Sonya dog sjældent kan se det morsomme i. Til gengæld slår hendes lejemorder-instinkter ofte igennem, så Yasuna bliver løbende udsat for alle mulige komiske kvæstelser.
Mange historier minder om den japanske komedie-rutine manzai med Sonya i rollen som tsukkomi (fornuftig mand) og Yasuna som boke (sjov mand).

## Figurer
Et bemærkelsesværdigt træk for serien er, at den det meste af tiden kredser om Sonya og Yasuna alene, mens Agiri af og til dukker op. Resten udgøres stort set af tilfældige bifigurer, der hver især kun lige ses i et enkelt billede eller scene.
- Sonya (ソーニャ Soonya) – En udenlandsk trænet lejemorder der går på et almindeligt gymnasium. Da hun jævnligt påtager sig arbejde som lejemorder, er hun altid på vagt og angriber derfor ofte Yasuna, når denne prøver at overraske eller lave sjov med hende. Trods sin hårde natur er hun bange for forskellige ting så som karkelaker, spøgelser og vilde dyr. Hendes arbejde ses normalt ikke men antydes og omtales dog ved flere lejligheder. På officielle tegninger ses hun ofte med en pistol i hver hånd, men i serien benytter hun normalt knive til at kaste med og nærkampsteknikker.

- Yasuna Oribe (折部 やすな Oribe Yasuna) – Sonyas klassekammerat der har mindst et par skruer løs. Hun er ofte venlig mod Sonya, selvom hun efterhånden burde vide, hvor farlig Sonya er. Hun bliver således ofte angrebet af Sonya, når hun overrasker hende, eller når hendes drillerier løber løbsk. Ikke detso mindre har hun jævnligt ideer til nye aktiviteter, der dog ofte ender galt eller på en ganske anden måde end tiltænkt. Ved flere lejligheder forsøger hun at få Sonya og Agiri til at lære hendes forsvarsteknikker, men det ender dog som regel med at gå udover hende selv.

- Agiri Goshiki (呉織 あぎり Goshiki Agiri) – En afslappet ninja fra samme organisation som Sonya. Hun skiftede til Sonyas skole i forbindelse med nogle arbejdsopgaver og holder nu til i en nedlagt ninjaklubs lokale uden tilladelse. Hun forvirrer ofte Sonya og Yasuna med suspekte "ninjutsu"-tricks og -effekter, hvoraf nogle er utroværdige eller tvivlsomme, mens andre er ægte nok.

- Ubenyttet figur (没キャラ Botsu-kyara) – En rødhåret og grønøjet pige uden navn som var tiltænkt en rolle blandt hovedfigurerne som en ikke særlig kvik pige. Den rolle tog Yasuna dog, så figuren blev droppet fra den løbende serie og i stedet benyttet i bonusmateriale, drømmesekvenser og lignende. Hun har efterfølgende sværget hævn over Yasuna og Sonya.

- Et cetera Boy (エトセトラボーイ Etosetora Booi) og Et cetera Girl (エトセトラガール Etosetora Gaaru) – Det begrænsede antal figurer gør, at det er de samme to dubbere, der står for alle bifigurer i animeserien, det være sig klassekammerater, et gammelt ægtepar eller tilfældige forretningsdrivende.

## Manga
Serien begyndte i juli 2008-udgaven af mangamagasinet Manga Time Kirara Carat, efter at en smagsprøve var blevet bragt i et tidligere nummer af magasinet. Houbunsha udgav det første samlede bind 27. januar 2009, og der er indtil videre udgivet 12 bind.
Serien består af yonkoma (firebilledstriber) samlet i kapitler på 6-8 sider med to striber på hver. De enkelte striber har hver pointe men udgør samtidig også samlet små afsluttede historier.
27. marts 2012 blev der desuden udgivet Baby, please kill me. Kill Me Baby Fanbook & Comics Anthology (Baby,please kill me.　「キルミーベイベー」ファンブック＆アンソロジーコミック Baby, please kill me. Kiru Mii Beibee Fanbukku & Ansorojii Komikku).

### Mangabind
| Bind | Udgivet           | ISBN                   |
| ---- | ----------------- | ---------------------- |
| 1    | 27. januar 2009   | ISBN 978-4-8322-7773-1 |
|      |                   |                        |
| 2    | 27. januar 2010   | ISBN 978-4-8322-7883-7 |
|      |                   |                        |
| 3    | 26. februar 2011  | ISBN 978-4-8322-8000-7 |
|      |                   |                        |
| 4    | 27. januar 2012   | ISBN 978-4-8322-4105-3 |
|      |                   |                        |
| 5    | 27. marts 2013    | ISBN 978-4-8322-4277-7 |
|      |                   |                        |
| 6    | 27. marts 2014    | ISBN 978-4-8322-4418-4 |
|      |                   |                        |
| 7    | 27. april 2015    | ISBN 978-4-8322-4558-7 |
|      |                   |                        |
| 8    | 27. juni 2016     | ISBN 978-4-8322-4707-9 |
|      |                   |                        |
| 9    | 27. oktober 2017  | ISBN 978-4-8322-4884-7 |
|      |                   |                        |
| 10   | 27. november 2018 | ISBN 978-4-8322-4994-3 |
|      |                   |                        |
| 11   | 27. januar 2020   | ISBN 978-4-8322-7152-4 |
|      |                   |                        |
| 12   | 26. marts 2021    | ISBN 978-4-8322-7261-3 |
|      |                   |                        |

## Anime
En animeserie i 13 afsnit baseret på mangaen og produceret af J.C. Staff blev udsendt af TBS fra 5. januar til 29. marts 2012. Introsangen er "Kill Me, Baby!" (キルミーのベイベー！ Kiru Mii no Beibee) af Mutsumi Tamura og Chinatsu Akasaki, der samtidig lægger stemmer til de to hovedpersoner, Sonya og Yasuna. Slutsangen er "The True Secrets of the Pair's Feelings" (ふたりのきもちのほんとのひみつ Futari no Kimochi no Honto no Himitsu), også af Mutsumi Tamura og Chinatsu Akasaki.
Mangaserien der ligger til grund består som nævnt ovenfor af mange forholdsvis korte historier. Hvert af seriens 24 minutters afsnit er en sammenstykning af disse historier og har således ingen gennemgående historie.
Animeserien er udsendt på seks blu-ray hhv. dvd i Japan med to afsnit på hver af de fem første og tre på den sidste. Den første blu-ray hhv. dvd blev udsendt 7. marts 2012, og resten fulgte i månedstakt med den sidste 1. august 2012.
En pamflet vedlagt den sidste blu-ray/dvd indeholdt et notits om, at Kaduho havde fået oplyst forskellige ønsker til hans tegninger fra produktionsholdet i tilfælde af, at der skulle blive lavet en anden sæson af serien. I øvrigt opfordredes fans til fortsat at støtte serien, indtil det bliver besluttet, om der skulle laves en anden sæson. Udmeldingen vakte nogen opsigt blandt engelsksprogede animefans, da det tidligere var kommet frem, at den første blu-ray/dvd havde solgt mindre end tusind eksemplarer, hvilket for de fleste serier ville være en åbenlys økonomisk fiasko. Andre fans pegede dog på Kill Me Baby's begrænsede animation og følgelig lavere produktionsomkostninger.
At producenterne heller ikke havde afskrevet serien, samtidig med at man også indrømmede de ringe salgstal, sås i øvrigt også på en noget alternativ måde i januar 2013, da man markerede at seriens Twitter-konto havde rundet 10.000 følgere. Man offentliggjorde simpelthen 686 unikke avatars (små profilbilleder med seriens figurer) svarende til antallet af solgte eksemplarer af den første blu-ray/dvd.
14. februar 2013 annoncerede det nordamerikanske firma Sentai Filmworks, at de havde fået rettighederne til animeen, som de ville udgive gennem udvalgte digitale salgssteder og senere på året som tosproget dvd. Dvd'en kom i handelen i USA 18. juni 2013, og 14. oktober 2014 fulgte en blu-ray. Serien blev desuden udgivet på dvd og blu-ray i Storbritannien 28. marts 2016.
På det japanske hjemmemarked blev det annonceret på Twitter-kontoen 10. august 2013, at der ville blive udgivet et ekstra 27 minutters OVA-afsnit som bonus-dvd til en cd, hvilket skete 16. oktober 2013. Desuden blev det annonceret, at der ville blive udgivet en blu-ray-boks med serien, hvilket skete 4. december 2013.

### Stemmer
- Mutsumi Tamura – Sonya
- Chinatsu Akasaki – Yasuna Oribe
- Ai Takabe – Agiri Goshiki)[10]
- Rie Kugimiya – Ubenyttet figur
- Choo – Et cetera Boy
- Satomi Arai – Et cetera Girl

### Afsnit
| # | Titel | Instruktør        | Forfatter      | Sendt første gang |
| --- | --- | ----------------- | -------------- | ----------------- |
| | |                   |                |                   |
| 01 | "Dogs, Ninjas and Cherry Blossoms" "Inu wo Shinobi te Sakura Saku" (いぬをしのびてさくらさく)                       | Masato Jinbo      | Hideki Shirane | 5. januar 2012    |
| Yasuna Oribe bliver konstant kvæstet i sine forsøg på at være venlig mod klassekammeraten, lejemorderen Sonya. Da en hund kommer ind i klasseværelset, forsøger de to at udtænke en måde at slippe af med den. Senere møder de Sonyas kollega, ninjaen Agiri Goshiki, som forsøger at sælge Yasuna forskelle "ninjitsu". | |                   |                |                   |
| 02 | "Nunchuks, Bears and Balloons" "Waza Nunchaku de Kuma Fuusen" (わざぬんちゃくでくまふうせん)                        | Daisuke Takashima | Noboru Kimura  | 12. januar 2012   |
| Yasuna forsøger at lære at bruge nunchuks, hvilket dog mislykkes. Senere møder hun og Sonya en undsluppen bjørn. Næste dag får en lille pige Sonya og Yasuna til at lege med hende. | |                   |                |                   |
| 03 | "Espers, Curses, Rainy Days and Sumo" "Esupa Noroeba Ame Sumou" (えすぱのろえばあめすもう)                          | Sayo Aoi          | Hideki Shirane | 19. januar 2012   |
| Yasuna forsøger sig med at være synsk og med voodoo og efterfølgende med aktiviteter for en regnvejrsdag. Senere forsøger en rødhåret pige, der var blevet droppet fra en hovedrolle, at tage hævn over Yasuna og Sonya men mislykkes i at ramme dem. | |                   |                |                   |
| 04 | "Ice, Watermelons, Yoga and Assassins" "Aisuru Suika Yoga Shikaku" (あいするすいかよがしかく)                       | Kouhei Hatano     | Suzumu Hisao   | 26. januar 2012   |
| På en varm sommerdag køber Yasuna og Sonya is, og Yasuna bliver optaget at at finde en ispind med en vindertekst på. Næste dag tager de til stranden for at prøve den traditionelle japanske leg med at slå en vandmelon i stykker. Senere er Sonya mål for en anden lejemorder, der dog bliver stoppet af Agiri. En anden dag angriber flere lejemordere Sonya forklædt som Yasuna, hvilket bliver endnu mere forvirrende, da den rigtige Yasuna dukker op og leger med. | |                   |                |                   |
| 05 | "Bugs, Festivals, The Sea and Puppets" "Mushi o Matsuri te Umi Ningyou" (むしをまつりてうみにんぎょう)              | Kentarou Suzuki   | Ema Baba       | 2. februar 2012   |
| Yasunas forsøg på at gøre Sonya interesseret i at fange insekter ender galt, da hun tiltrækker en masse bier. Senere går Yasuna og Sonya til en festival, hvor de prøver alle boderne. Ved stranden må Yasuna og Sonya håndtere en løs hund og strander til søs. Senere leger Yasuna med hånddukker, hvilket dog bare irriterer Sonya. | |                   |                |                   |
| 06 | "Home Visits, Storms and Ice" "Heso Karakuri de Teru Goori" (へそからくりでてるごおり)                              | Kouhei Hatano     | Noboru Kimura  | 9. februar 2012   |
| Da sommeren slutter får Yasuna lyst til hjemmelavet is og beder Agiri om hjælp. Senere besøger Yasuna og Sonya Agiris hus som er fyldt med skjulte mekanismer. Senere gælder det en stormfuld dag. | |                   |                |                   |
| 07 | "Culture, Sports, Juggling and Battle" "Bunka Otedama de Kibasen" (ぶんかおてだまできばせん)                        | Chikara Sakurai   | Hideki Shirane | 16. februar 2012  |
| Yasuna forsøger at få en ide til et projekt til den kommende kulturfestival, og Yasuna demonstrerer hvor længe, hun kan holde vejret. Ved en sportsfestival diskuterer pigerne hvem der skal være øverst i en tårnkamp. Senere bliver Yasuna irriteret, da Sonya vinder over hende med tryllekunster. Efterfølgende bliver både Yasuna og Sonya involveret i en kamp mod en moskito.                                                                                      | |                   |                |                   |
| 08 | "Traps, Instruments and Stabbing" "Hamari Kanaderi Tsukisasari" (はまりかなでりつきささり)                          | Kouhei Hatano     | Noboru Kimura  | 23. februar 2012  |
| Da hun prøver at lave et nummer med Sonya, sætter en beholder sig fast på Yasunas hoved. Senere får Yasuna Sonya til at prøve forskellige musikinstrumenter, og efterfølgende prøver de et spil dart. | |                   |                |                   |
| 09 | "Fishing, Tsuchinokos and Forgotten Things" "Tsuri Tsuchinoko Shi Wasureeda" (つりつちのこしわすれえだ)             | Kouhei Hatano     | Suzumu Hisao   | 1. marts 2012     |
| Da ting bliver væk for både Yasuna og Sonya, hjælper de hinanden med at lede efter dem. Mens de leder efter den legendariske tzuchinoko, støder de på en fjendtlig lejemorder. Efter en konkurrence med Sonya om hvem der kan fange flest fisk, bliver Yasuna angiveligt redder af en vase med blomster og forsøger at prøve sit held. | |                   |                |                   |
| 10 | "Santa, Icicles and Snowmen" "Santa Tsurara te Yuki Darumu" (さんたつららてゆきだるむ)                              | Risako Yoshida    | Suzumu Hisao   | 8. marts 2012     |
| Da der falder sne i skolegården, har Yasuna masser af sjov med sneen i modsætning til Sonya. Næste bliver Yasuna forkølet men går i skole alligevel til Sonyas irritation. Senere leger Yasuna at hun er et stykke legetøj med fjernbetjening og efterfølgende holder hun en konkurrence med papirsflyvere med Sonya. En uge før jul holder pigerne julefest hvor Agiri prøver inkorporere halloween.                                                                     | |                   |                |                   |
| 11 | "Baths, Kites, Mochi and The First Dream of The Year" "Furo Tako Mochi te Hatsu Yumeshi" (ふろたこもちてはつゆめし) | Kouhei Hatano     | Hideki Shirane | 15. marts 2012    |
| Yasuna har forskellige nytårsdrømme og forsøger at gøre interesseret i at lave mochi. Senere besøger Yasuna og Sonya et offentligt badehus sammen. | |                   |                |                   |
| 12 | "Chocolate, Dreams and Wounds" "Choko ga Nemuke te Kegashippu" (ちょこがねむけてけがしゅぶ)                         | Masato Jinbo      | Noboru Kimura  | 22. marts 2012    |
| Yasuna bliver interesseret i bandager og prøver at tage nogle på i den tro, at det vil beskytte hende fra fremtidige kvæstelser. Senere forsøger Sonya at få noget hvile efter for meget arbejde, men Yasuna misforstår situationen og bliver ved med at komme i vejen. Senere forsøger Yasuna at overbevise Sonya om at droppe at være lejemorder. | |                   |                |                   |
| 13 | "Kill, Me and Baby" "Kiru ga Mii shite Beibe suru" (きるがみーしてべいべする)                                       | Yoshiki Yamakawa  | Hideki Shirane | 29. marts 2012    |
| Yasuna bliver inspireret af en tv-udsendelse til at tage et par håndjern med, som hun bliver lænket til Sonya med. Senere holder Yasuna og Sonya fødselsdagsfest for Sonya, selvom de egentlig ikke ved hvornår det er. Senere forsøger Yasuna at stoppe Sonya i den tro, at hun er på vej på vej på en opgave, men ender selv i et stort hul. Sonya stopper efter, at Yusuna indrømmer, at hun er bekymret for Sonya, når hun er på missioner.                           | |                   |                |                   |

### OVA-afsnit
| # | Titel | Instruktør                          | Forfatter | Sendt første gang |
| --- | --- | ----------------------------------- | --------- | ----------------- |
| | |                                     |           |                   |
| OVA | "Buddha Statues, Injuries and Fake Halloween" "Butsuzou Kegatte Nise Harowiin" (ぶつぞうけがってにせはろうぃーん) | Yoshiki Yamakawa og Kentarou Suzuki |           | 16. oktober 2013  |
| Yasuna kommer til at ødelægge et vækkeur og forsøger at skjule det for Sonya, da hun tror, at det er hendes. Senere forsøger Yasuna at slå nogle betonfliser i stykker, som hun tog med i stedet for sin frokost. Derefter beder Agiri Yasuna og Sonya om at gøre rent i hendes lager, hvorefter de støder på en falsk Agiri. Noter: Udgivet på dvd som bonus til cd'en Best Album CD Kill Me Baby Super (ベストアルバムCD キルミーベイベー・スーパー, Besuto Arubamu CD Kiru mii beibee Suupaa). | |                                     |           |                   |

## Cd'er
I forbindelse med animeserien blev der udgivet et antal cd'er med soundtrack, intro- og slutsang og hver af de tre hovedpersoner. Cd'en med intro- og slutsang er udsendt i tre forskellige versioner.
| Titel | Udgivet          | Kodenr.   | Type             | Indhold og bemærkninger |
| --- | ---------------- | --------- | ---------------- | --- |
| "Kill Me, Baby!" (Origin) キルミーのベイベー！ （起）(Kiru Mii no Beibee (okori))                                                                                     | 18. januar 2012  | PCCG-1231 | Single           | Single med introsangen "Kill Me, Baby!" (キルミーのベイベー！ Kiru Mii no Beibee) og slutsangen "The True Secrets of the Pair's Feelings" (ふたりのきもちのほんとのひみつ Futari no Kimochi no Honto no Himitsu) af Mutsumi Tamura og Chinatsu Akasaki. |
| "Kill Me, Baby!" (Second line) キルミーのベイベー！ （承）(Kiru Mii no Beibee (shou))                                                                                 | 18. januar 2012  | PCCG-1232 | Single           | Single med introsangen "Kill Me, Baby!" (キルミーのベイベー！ Kiru Mii no Beibee) og slutsangen "The True Secrets of the Pair's Feelings" (ふたりのきもちのほんとのひみつ Futari no Kimochi no Honto no Himitsu) af Mutsumi Tamura og Chinatsu Akasaki. |
| "Kill Me, Baby!" (Twisting Part) キルミーのベイベー！ （転）(Kiru Mii no Beibee (ten))                                                                                | 18. januar 2012  | PCCG-1233 | Single           | Single med introsangen "Kill Me, Baby!" (キルミーのベイベー！ Kiru Mii no Beibee) og slutsangen "The True Secrets of the Pair's Feelings" (ふたりのきもちのほんとのひみつ Futari no Kimochi no Honto no Himitsu) af Mutsumi Tamura og Chinatsu Akasaki. |
| Kill Me Baby Killer Radio CD 1 キルミーベイベー 殺し屋ラジオ CDその1 (Kiru mii beibee koroshiya radio cd 1)                                                           | 24. februar 2012 | PCCG-1242 | Radioshow        | Radioshow med Mutsumi Tamura som Sonya og Chinatsu Akasaki som Yasuna Oribe |
| Kill Me Baby Killer Radio CD 2 キルミーベイベー 殺し屋ラジオ CDその2 (Kiru mii beibee koroshiya radio cd 2)                                                           | 21. marts 2012   | PCCG-1243 | Radioshow        | Radioshow med Mutsumi Tamura som Sonya og Chinatsu Akasaki som Yasuna Oribe |
| Kill Me Baby Killer Radio CD 3 キルミーベイベー 殺し屋ラジオ CDその3 (Kiru mii beibee koroshiya radio cd 3)                                                           | 25. maj 2012     | PCCG-1244 | Radioshow        | Radioshow med Mutsumi Tamura som Sonya og Chinatsu Akasaki som Yasuna Oribe |
| Original Soundtrack 劇中音楽集 Ｍｕｓｉｃ Ｆｒｏｍ “Ｋｉｌｌ Ｍｅ Ｂａｂｙ”                                                                                           | 21. marts 2012   | PCCG-1271 | Soundtrack       | |
| Character Song Yasuna – How to Enjoy キャラクターソングCD やすな HOW TO ENJOY (Kyarakutaa songu cd Yasuna HOW TO ENJOY)                                               | 15. februar 2012 | PCCG-1239 | Character single | Single med Yasuma med numrene HOW TO ENJOY og Kyou mo Futari de (今日も二人で). |
| Character Song Sonya – Wanted! OBAKA dead or alive キャラクターソングCD ソーニャ Wanted! OBAKA dead or alive (Kyarakutaa songu cd Soonya Wanted! OBAKA dead or alive) | 15. februar 2012 | PCCG-1240 | Character single | Single med Sonya med numrene Wanted! OBAKA dead or alive og Yakisoba Pan (焼きそばパン). |
| Character Song Agiri キャラクターソングCD あぎり (Kyarakutaa songu cd Agiri)                                                                                          | 15. februar 2012 | PCCG-1241 | Character single | Single med Agiri med numrene Teenage High School Ninja Girl (ティーンエイジ・ハイスクール・ニンジャ・ガール) og Akichi to Noraneko (空き地と野良猫). |
| Best Album CD Kill Me Baby Super ベストアルバムCD キルミーベイベー・スーパー (Besuto Arubamu CD Kiru mii beibee Suupaa)                                               | 16. oktober 2013 | PCCG-1372 | Album            | Album med vedlagt dvd med OVA-afsnittet Buddha Statues, Injuries and Fake Halloween. |

## Anmeldelser
Theron Martin fra Anime News Network fandt, at noget af humoren gentog sig selv, og at animeseriens animation var middelmådig, men at det blev opvejet med stof, der resulterede i latter, og en solid dubbing. Det var "en serie der formentlig bedst nydes et eller to afsnit ad gangen; se den som marathon kan være en hjernesmeltende oplevelse og kan ikke anbefales. Men hold det til mindre doser, og det leverer tit nok til at være en pålidelig komedie."
Aiden Foote fra THEM Anime Reviews fandt også animationen middelmådig men roste humoren og bidragene til det fra både Yasuna og Sonya. Konklusionen her lød at "I alt ser det ud til, at Kill Me Baby! fra næsten ingenting har fundet sig en lille sød niche i det overbelastede yonkoma-marked. Hvad den mangler af større persongalleri, opvejer den ved flittigt at puste liv i de figurer den bruger."